# Petrosino
Petrosino (Pitrusinu en siciliano) es un municipio de 7.215 habitantes perteneciente a la provincia de Trapani, de cara al Mar Mediterráneo
El término Petrosino, en siciliano “piddrusinu”, se traduce como “perejil” llamado en latín petroselinum crispum.
El municipio se distingue por los productos agrícolas, la vid y criaderos de bovinos.
En 1632 el pueblo fue asumiendo la configuración actual y se perfeccionó gracias John Woodhouse con la construcción de un destacado portal, del cual proviene el escudo del municipio.
Entre los monumentos a destacar: la Torre Sibiliana del siglo XIV, la Torre Montero del siglo XVII,

## Evolución demográfica
| Gráfica de evolución demográfica de Petrosino entre 1861 y 2001 |
|                                                                 |
| Fuente ISTAT - elaboración gráfica de Wikipedia                 |

- Datos: Q481791
- Multimedia: Petrosino / Q481791

1. ↑  Worldpostalcodes.org, código postal n.º 91020.
2. ↑  «Codici Catastali». Comuni-italiani.it (en italiano). Consultado el 29 de abril de 2017.